# Ngoma (vattendrag i Burundi, Rutana)
Ngoma är ett vattendrag i Burundi.   Det ligger i provinsen Rutana, i den centrala delen av landet, 90 km sydost om huvudstaden Bujumbura.
Omgivningarna runt Ngoma är huvudsakligen savann. Runt Ngoma är det ganska tätbefolkat, med 100 invånare per kvadratkilometer.